# Glenn Dorsey
Glenn Dorsey (født 1. august 1985 i Baton Rouge, Louisiana, USA) er en amerikansk footballspiller, der spiller i NFL som defensive tackle for San Francisco 49ers. Han blev draftet som et førsterundes valg af Kansas City Chiefs i 2008, og spillede her frem til og med 2012.

## Klubber
- 2008-2012: Kansas City Chiefs
- 2013-: San Francisco 49ers